# Guillaume Bouzignac
Guillaume Bouzignac, né vers 1587 en Languedoc (probablement à Narbonne ou à Saint-Nazaire-d'Aude), et mort après 1643, est un prêtre, maître de musique et compositeur français actif dans la première moitié du XVIIe siècle.

## Biographie

### Narbonne

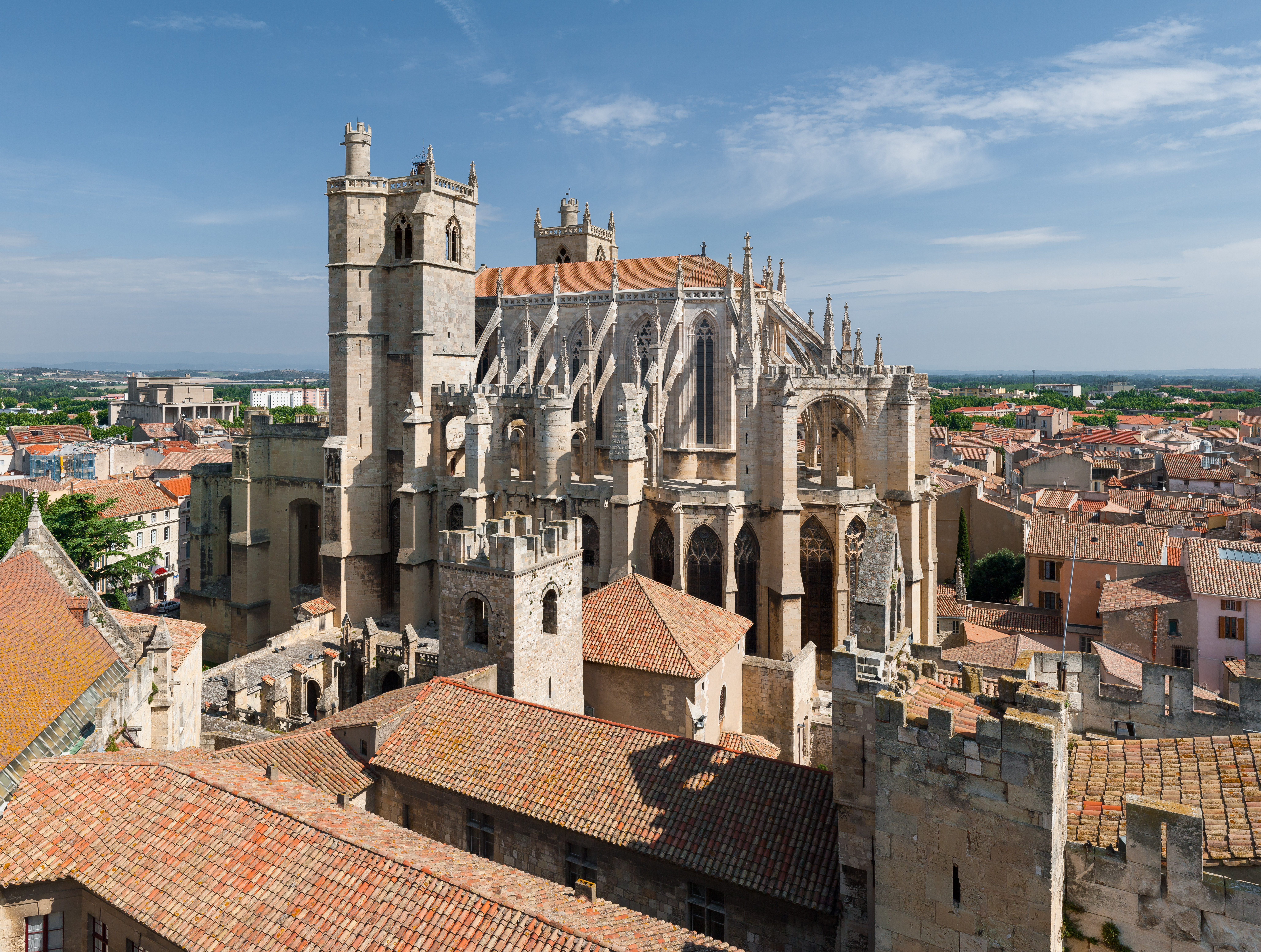
La cathédrale Saint-Just-et-Saint-Pasteur de Narbonne, siège du premier poste de Bouzignac.

Sa famille est originaire de Saint-Nazaire-d'Aude, près de Narbonne, où ses aïeux sont mentionnés dès 1536. Il est enfant de chœur dans la maîtrise de la cathédrale Saint-Just de Narbonne, comme l’indique une mention à la fin du motet O mors, ero mors tua du manuscrit de Tours :

« M. Bouzignac, en l’aage de 17 ans, enfant de chœur à Narbonne. »

En 1604, et probablement au terme de son apprentissage à la maîtrise, il signe un contrat avec le chapitre de la cathédrale pour tenir un poste non précisé dans la maîtrise - ses capacités précoces de compositeur laissent supposer qu’il aurait pu être maître des enfants. Quelque peu désargenté, il trouve le logis et le couvert chez un boulanger par contrat du 29 octobre 1604.

### Angoulême
Il entre comme choriste et sous-maître de musique à la cathédrale Saint-Pierre d'Angoulême le 23 mars 1607, aux gages de 6 livres tournois (lt) par mois. Entre ces deux emplois, il semble avoir eu un emploi de musicien domestique chez Gabriel de La Charlonye, juge-prévôt royal à Angoulême, comme il apparaît dans une correspondance entre ce dernier et le Père Mersenne en 1634 :

« Pour Boussinat dont vous faictes mention par la vostre [lettre] il a esté autrefois mon domestique. Il est à présent réputé pour estre bon maistre. Peut-être l'influent La Charlonye l'a-t-il aidé à obtenir son poste à la cathédrale ? »

Cet épisode angoumois ne dure pas car Bouzignac donne son congé dès le 18 janvier 1608, et revient à Narbonne, où il s’acquitte alors d'une dette envers son ancien logeur.

### Grenoble
Le 14 février 1609, il commence un engagement de maître des enfants à la collégiale Saint-André de Grenoble aux gages de 4 lt par mois. Mais il quitte cet emploi trois mois plus tard, le 18 mai. Suit un silence des archives qui dure jusqu’en 1624, qui laisse ouvertes de nombreuses hypothèses : voyage en Italie, éventuellement attaché à un noble ? Voyage en Catalogne ? Nouveau poste dans une maîtrise française mal documentée ?

### Bourges
Bouzignac réapparaît le 23 novembre 1624 quand il est nommé maître de musique à la cathédrale Saint-Étienne de Bourges en remplacement du défunt Antoine Hureau, à condition de se faire ordonner prêtre et après avoir subi un examen probatoire. Parmi les nombreux documents d’archive disponibles sur cette maîtrise, on peut noter la mention d’un voyage à Paris d’un mois en juin 1625, une augmentation de gages à 12 lt par quinzaine le 11 avril de la même année. Malgré ces gages de satisfaction du chapitre il ne reste à Bourges que jusque fin 1626, vite remplacé par Nicolas Meusnier le 11 janvier 1627 après un bref intérim de Claude Forest.

### Rodez
Son engagement suivant se situe à Rodez, le 6 août 1629, comme maître des enfants pour un contrat d’un an, aux gages de 300 lt par an et avec des avantages en nature (froment et seigle, vin et gratifications occasionnelles). Dans la mesure où un certain Guillaume Goutelh est nommé maître de chapelle à Rodez en 1632, on peut supposer que Bouzignac part à cette époque, encore que les positions de maître de chapelle et de maître des enfants ne sont pas similaires.
Une fois encore, sa biographie s’interrompt d’environ 1632 à 1642. Martial Leroux a émis l'hypothèse d'un poste à Tours autour de 1640-1641, mais cette hypothèse n'apparaît pas solide.

### Montauban?
Un acte du 3 décembre 1642 révèle que Guillaume Bouzignac, prêtre du diocèse de Narbonne, sera bénéficiaire de la première cure vacante en la cathédrale Notre-Dame-de-l'Assomption de Montauban, par la démission de Pierre Laurens, prêtre du diocèse de Montauban. Cette piste mériterait d'être approfondie sur place, dans la mesure où cela pourrait être le signe d'un emploi dans cette ville. Toutefois, la possession d'une cure, en général, ne porte pas d'obligation de résidence ; elle pouvait consister en une sorte d'investissement, à cause des revenus qui y étaient attachés.

### Clermont-Ferrand
Le dernier poste connu de Bouzignac se situe dans la capitale de l’Auvergne, où il s’engage le 2 octobre 1643 comme « maître des enfants de chœur et expert en l’art musical ». Mais rien d’autre n’est connu de cet emploi, qu’on suppose avoir été le dernier. Il est encore cité dans cet emploi dans le traité manuscrit de plain chant de dom Jacques Le Clerc, rédigé vers 1665 :

« Dans un seul trio du Sr Bouzignac, maistre de psalette à Clermont en Auvergne, qui ne contient que six petits vers, je feray remarquer en plus de vingt endroits des syllabes que nous faisons brèves en parlant, y estre faites longues. »

sans que cette mention implique en aucune manière qu’il était encore vivant à cette date, d'autant qu'il est cité après Roland de Lassus et Claude Le Jeune. En l’absence de toute indication contraire, on suppose qu’il est mort à Clermont-Ferrand, à une date inconnue.
Bouzignac aura eu une carrière assez itinérante, semblable en cela à Annibal Gantez. Mais ces nombreux déplacements ne doivent pas être vus comme la conséquence d’une ambition dévorante ou d’une instabilité intrinsèque ; ils pouvaient aussi résulter d’un caractère difficile ou d’une lassitude à assumer, outre les charges proprement musicales (enseignement, répétitions, composition..) la responsabilité, la nourriture et l’entretien de plusieurs enfants dissipés…

## Réception
De ce compositeur, rien n’a été publié de son vivant. Cela n’a pas empêché sa réputation de dépasser les limites des villes où il a exercé, puisqu’il est cité de son vivant par Marin Mersenne et par Annibal Gantez comme étant un maître fort capable, à l’égal d’Antoine Boësset ou Henri Frémart.

## Style
Il est forcément difficile à apprécier dans la mesure où ne dispose que de peu de pièces dont la paternité soit sûre. Toutefois, il apparaît que sa manière est dramatique, dynamique, très variée. Il emploie des doubles chœurs, des passages homophoniques au rythme mesuré à l'antique, des petites cellules rythmiques répétées pour souligner l'emploi d'un mot… Les lignes mélodiques, les oppositions rythmiques d'une voix à l'autre, des contrastes entre soli et chœur soulignent souvent l'intention du texte. De ce point de vue, sa manière peut être considérée comme innovante et moderne, passant du style du XVIe siècle (où toutes les voix sont équivalentes) au style baroque, où la voix de superius acquiert son autonomie par rapport au reste du chœur.

## Œuvre

### Sources
Les œuvres de Bouzignac sont essentiellement contenues dans deux manuscrits du XVIIe siècle :
- Tours BM : Ms. 168. Provenant de la cathédrale Saint-Gatien de Tours[18]. 2°, 141-[8] f. Microfilm à Paris BnF (Mus.) : VM-MICR 838. Contient 99 pièces ; un dépouillement intégral de ce manuscrit est fait par Jean Duron. Il est cité plus bas comme « Ms. Tours ». Bouzignac est le seul compositeur cité dans ce recueil, pour 3 pièces sur un total de 100 pièces.
- Paris BnF (Mus.) : RES VMA MS 571, dit « Recueil Deslauriers ». Numérisé sur Gallica. Contient 293 pièces. 2°, 484 p. Provient de la collection de Sébastien de Brossard, mais la provenance antérieure est mal définie. Un dépouillement intégral de ce manuscrit, est fait par Jean Duron. Il est cité plus bas comme « Ms. Deslauriers ». Bouzignac voisine ici avec Henry Du Mont, Antoine Boësset, Péchon, Giacomo Carissimi, Gaillard, Méliton et Étienne Moulinié, avec 7 pièces sur un total de 293 pièces.

### Douze œuvres dont la paternité est sûre

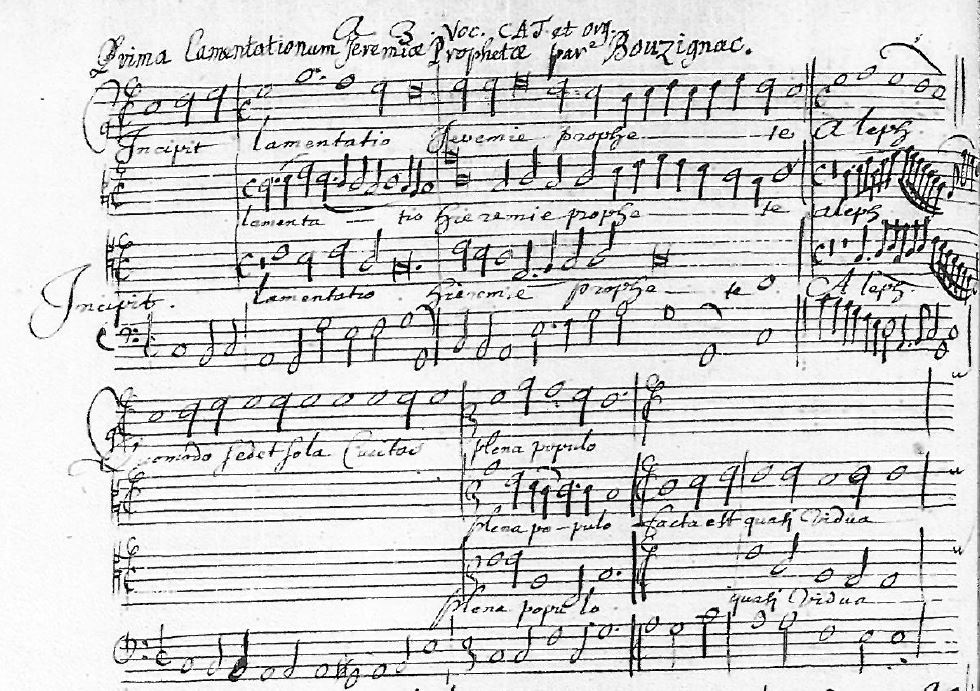
Début de la Prima lamentationum Jeremiæ de Bouzignac (Paris BnF (Mus.) : RES VMA MS 571, f. 48v).

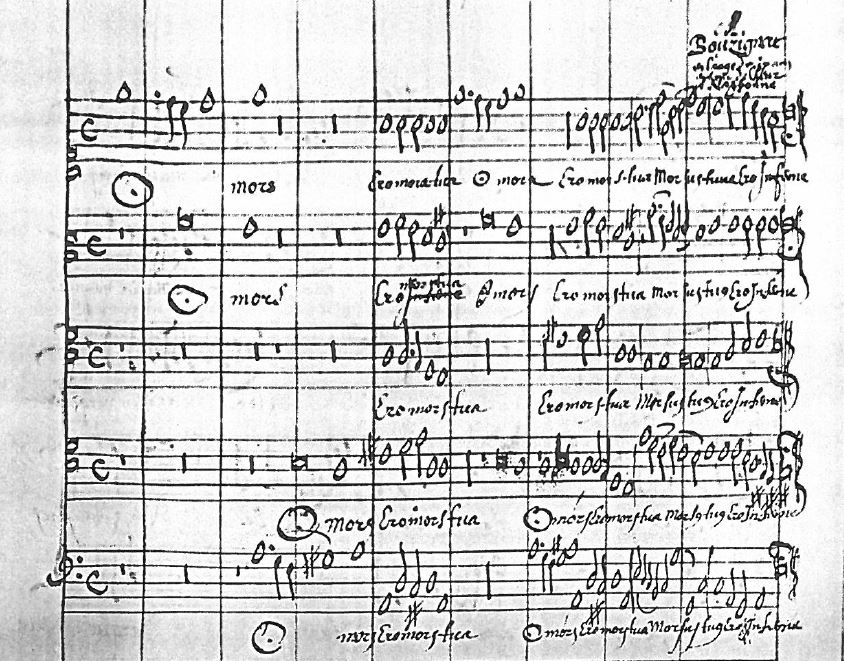
Début du motet O mors ero mors tua de Bouzignac (Tours BM : Ms. 168).

Si l’on considère les œuvres signées par le compositeur dans l’un ou l’autre de ces manuscrits et quelques sources annexes, les œuvres « sûres » restent en faible nombre et s’établissent ainsi :

#### Motets
- Amor, amor, à 5 v. Perdu, cité d’après l’inventaire de la musique de la collégiale d’Annecy en 1661[19].
- Assumpta es Maria, à 8 v. Source : Paris BnF (Mss.) Ms. lat. 16830 (signé).
- Dum silentium, à 6 v.. Sources : Ms. Tours f. 67v et Ms. Deslauriers f. 93v (signé).
- Ecce festivitas amoris, à 5 v. Source : Ms. Tours f. 67v et Ms. Deslauriers f. 107r (signé).
- Ego vox clamantis, à 5 v. Source : Paris BnF (Mss.) Ms. lat. 16831 (signé).
- En flamma divini amoris, à 6 v. Sources : Ms. Tours f. 80v et Ms. Deslauriers f. 89r (signé).
- Jesu ubertate domus tuæ, à 5 v. Source : Ms. Deslauriers f. 108r (signé).
- Noé, Noé, pastores, à 5 v.. Sources : Ms. Tours f. 79r et Ms. Deslauriers f. 125v (signé).
- O mors, ero mors tua, à 5 v. Source : Ms. Tours f. 37v (signé).
- Prima lamentationum Jeremiæ, à 3 v. Source : Ms. Deslauriers f. 48v (signé).

#### Chansons
- Que douce est la violence, 2e partie Beaux yeux, à 5 v. Source : Ms. Tours, f. 30v, signée[20].
- Quel espoir de guarir, à 4 v. Source : Ms. Tours, f. 28v (signée) et Ms. Deslauriers f. 238v, signée.

### Dédicaces
Certaines des œuvres de Bouzignac contiennent des passages qui s’assimilent à des dédicaces :
- dans le manuscrit de Tours, le motet Dum silentium se clôt par la phrase Pax pro principe Henrico, qu’on est tenté d’interpréter comme un hommage à Henri II, duc de Montmorency, filleul de Henri IV, gouverneur du Languedoc et décapité à Toulouse en 1632 pour avoir comploté contre Louis XIII. Bouzignac a-t-il été à son service ou ne s’agit-il que d’une pièce de circonstance qui a pu lui être commandée ?
- le même motet se retrouve un peu modifié dans le manuscrit de Paris, où il se termine par pax pro inclito Vitali, qui peut être une allusion à Vital de Lestang (1588-1662), évêque de Carcassonne à partir de 1621. Là aussi, doit-on en conclure que Bouzignac a pu travailler quelques années à Carcassonne ?

### Œuvres attribuées
Une parenté de style entre les pièces de Bouzignac et les autres pièces qui figurent dans le manuscrit de Tours ou le manuscrit Deslauriers a conduit des musicologues à lui attribuer de nombreuses autres pièces. Ainsi Denise Launay lui a-t-elle attribué 33 pièces du manuscrit de Tours et 43 du manuscrit Deslauriers, plus 14 de cette dernière source considérées comme plus douteuses.
Ces attributions ont été augmentées par Martial Leroux, qui donne à Bouzignac la quasi-totalité des pièces du manuscrit de Tours, avec un total de 136 œuvres, y compris 3 messes et 2 chansons. Ces largesses ont été mises en doute par divers auteurs, parmi lesquels Jean Duron. Finalement, la question n’est pas tranchée mais, s’il est possible - voire probable - que d’autres pièces de ce compositeur figurent dans les deux manuscrits principaux, personne n’est vraiment capable de séparer le bon grain de l’ivraie… Considéré dans son ensemble, ce pseudo-corpus contient une majorité de pièces para-liturgiques, non destinées à être chantées pendant les offices.
Parmi ces œuvres attribuées figure :
- Messe à 7 parties (attribuée à Bouzignac, publiée par le CMBV).

## Éditions modernes
Plusieurs éditions modernes ont paru sous le nom de Bouzignac, sans que cette attribution soit suffisamment assurée pour les raisons exposées plus haut. Parmi les plus importantes :
- Meslanges divers, remis au jour et publiés d'après le manuscrit de la Bibliothèque de Tours par M. Henri Quittard. Paris : Au bureau d'éd. de la Schola Cantorum, [s.d.]. 21 p. Contient 5 pièces.
- Messe à sept voix. Bibl. Tours, ms. 168 et B. N. Vma. ms. 571. Restitution et annotations par Bernard Loth et Denise Launay. Attribué à G. Bouzignac… Éd. Bernard Loth et Denise Launay. Paris : Procure du clergé, Musique sacrée, [s.d.]. 12p.
- 1 Air et 5 Motets à 3, 5 et 6 v., éd. H. Quittard. in Sammelbände der Internationalen Musikgesellschaft 6 (1904-1905), p. 356-417.

auxquels s'ajoutent de nombreuses pièces publiées séparément, éditées par Bernard Loth, Denise Launay, Jean Bonfils et autres, dont le détail figure au catalogue de la Bibliothèque nationale.
Le CMBV a préféré quant à lui ne publier que les pièces dont la paternité est sûre :
- Motets de 4 à 5 voix, vol. 1. Versailles : Centre de musique baroque de Versailles, 1998. (Cahiers de musique no 61).
- Motets de 6 à 8 voix, vol. 2. Versailles : Centre de musique baroque de Versailles, 1998. (Cahiers de musique no 62).
- Chansons (pour 4 et 5 voix). Versailles : Centre de musique baroque de Versailles, 1998. (Cahiers de musique no 63).

Les motets ont été réédités en 2007 et 2013 dans la collection Chœur.

## Discographie
- Motets et scènes sacrées – Ensemble vocal Contrepoint, dir. Olivier Schneebeli (novembre 1982, Arion ARN 68001) (BNF 38115277).
- Te Deum, Motets – Les Arts florissants, Les Pages de la Chapelle [maîtrise du CMBV], dir. William Christie (avril 1993, Harmonia Mundi HM 901471) (BNF 38254519).
- Motets – Sächsisches Vocalensemble, dir. Matthias Jung (2006, Tacet S 156) (BNF 41174535).
- Deux motets dans le CD du Chœur de Grenelle, dir. Alix Dumon-Debaecker (Famille chrétienne, 2016).